# Pulmonaria vallarsae
Pulmonaria vallarsae är en strävbladig växtart som beskrevs av A. Kemer. Pulmonaria vallarsae ingår i släktet lungörter, och familjen strävbladiga växter. Inga underarter finns listade i Catalogue of Life.